# Cassiope
Cassiope es un género (biología) de 9-12 especies de pequeños arbustos perennes de la familia de las Ericaceae. Es  nativo del Ártico y regiones montañosas templadas del norte. Es el únioc género de Cassiopoideae.

## Descripción
Son pequeños arbustos, ramas densas, fastigiadas. Hojas pequeñas, gruesas, imbricadas y adpresos al tallo, en 4 filas. Flores solitarias axilares o en pequeños grupos, pentámeras. Corola campanuladas. Estambres 10, incluido, adheridas a la base de la corola, anteras dehiscentes por poros apicales. Ovario 5-locular; estilo cilíndrico. Fruto capsular, dehiscencia loculicida. Semillas numerosas, minuciosas.

## Taxonomía
El género fue descrito por  David Don y publicado en Edinburgh New Philosophical Journal 17(33): 157–158. 1834. La especie tipo es: Cassiope tetragona
Etimología
Fue nombrado el género por la reina Casiopea de la mitología griega.

## Especies
- Cassiope ericoides
- Cassiope fastigiata
- Cassiope hypnoides
- Cassiope lycopodioides
- Cassiope mertensiana
- Cassiope selaginoides
- Cassiope stelleriana
- Cassiope tetragona
- Cassiope wardii